# Куверманс, Марк
Марк Куверманс (нидерл. Mark Koevermans; род. 3 февраля 1968, Роттердам) — нидерландский профессиональный теннисист и бизнесмен. Победитель пяти турниров АТР-тура (один в одиночном разряде), член сборной Нидерландов в Кубке Дэвиса. С 2009 года занимает пост коммерческого директора футбольного клуба «Фейеноорд».

## Общая биография
Дочь Марка — Анаук — также профессионально играет в теннис.

## Спортивная карьера
Марк Куверманс, получивший прозвище «Куф» (нидерл. Koef), начал играть в теннис с семи лет и в 1987 году перешёл в профессионалы. За 1988 год выиграв два турнира-челленджера в парном разряде и по одному челленджеру и сателлиту в одиночном, сильно продвинулся наверх в рейтинге, в особенности в одиночном (с 524-го на 139-е место). В этом же году он начал выступления за сборную Нидерландов в Кубке Дэвиса, приняв участие в финальном матче Европейской зоны против команды СССР.
Уже в 1989 году Куверманс в паре с Паулом Хархёйсом дошёл до финала Открытого чемпионата Нидерландов в Хилверсюме, входящего в основной тур Гран-при; однако финал им сыграть не довелось из-за дождя. Через год Куверманс проиграл в финале в Хилверсюме и ещё в двух турнирах основного тура в парном разряде, в том числе дважды в паре с Хархёйсом, а на входящем в Большой шлем Открытом чемпионате Франции они дошли до полуфинала. В одиночном разряде Куверманс сначала вышел в четвёртый круг на Уимблдонском турнире, а затем стал победителем входящего в основной тур Открытого чемпионата Афин, победив по ходу двух соперников, входивших в Top-50 рейтинга ATP. И результат Куверманса на Уимблдоне, и выигрыш турнира основной серии были первыми в нидерландском теннисе после долгого перерыва со времён успехов Тома Оккера в конце 1970-х годов. В итоге он закончил сезон в числе 50 лучших теннисистов мира и в одиночном, и в парном разряде.
В первой половине 1991 года Куверманс показал ещё несколько хороших результатов в одиночном разряде, обыграв в Мемфисе пятую ракетку мира Пита Сампраса, а на Открытом чемпионате Германии — турнире высшей категории АТР — восьмую ракетку мира Серхи Бругеру, и достиг в рейтинге 37-го места. Ближе к концу сезона он вторично победил Бругеру, теперь в Хилверсюме на пути в полуфинал. Его успехи в парном разряде были ещё более внушительными — четыре финала турниров АТР за год, в том числе на турнире высшей категории в Монте-Карло, два титула (с Хархёйсом и Якко Элтингом), четвертьфинал Открытого чемпионата Франции и 32-е место в рейтинге в конце сезона. На следующий год Куверманс уже не смог поддерживать прежний уровень успехов в одиночном разряде, откатившись к его концу за пределы первой сотни в рейтинге; единственной его победой над соперником из Top-50 за весь сезон стал выигрыш у Бругеры во втором круге Олимпиады в Барселоне. В парном разряде, однако, он продолжал выступать успешно, сыграв за год в пяти финалах и завоевав с Хархёйсом титул на Открытом чемпионате Нидерландов.
1993 год стал последним полным игровым сезоном в карьере Куверманса. В одиночном разряде его наиболее ярким событием стала победа в игре Кубка Дэвиса в Барселоне над Бругерой. Куверманс, не входивший в сотню сильнейших в рейтинге, попал в сборную только из-за болезни её лидера Рихарда Крайчека и свою первую игру вчистую уступил Карлосу Косте, а Бругера в это время считался одним из лидеров мирового тенниса на грунтовых кортах и вскоре после этого стал победителем Открытого чемпионата Франции. Поединок Бругеры и Куверманса был решающим в матче при счёте 2:2, и представитель Испании повёл в нём 2-0 по сетам, но нидерландский теннисист сумел переломить ход игры и вырвать победу и в ней, и во всём матче. В парном разряде Куверманс выиграл в мае Открытый чемпионат Германии — свой третий турнир в паре с Хархёйсом и самый престижный за карьеру. Ещё трижды он проигрывал в финалах (один раз с Хархёйсом и два с американцем ван Эмбургом), к концу июня поднялся в рейтинге до 24-го места и закончил сезон в четвёртый раз подряд в числе 50 лучших парных игроков мира. В 1994 году Куверманс завершил игровую карьеру в середине сезона, в возрасте 26 лет, после челленджера в Схевенингене.
По окончании выступлений Куверманс обратился к административной деятельности в мире бизнеса. В международной фирме-производителе спортивной одежды O'Neill он восемь лет возглавлял отдел маркетинга, а затем три года был директором по продажам в Центральной и Восточной Европе. В начале 2009 года Куверманс принял предложение занять пост коммерческого директора роттердамского футбольного клуба «Фейеноорд», болельщиком которого являлся с детства. Его работа с клубом получила высокую оценку: в 2013 году он получил приз Football Business Award как лучший коммерческий менеджер в Нидерландах.

### Стиль игры
Куверманс считается одним из лучших специалистов в Нидерландах по игре на грунте. Его единственный титул в одиночном разряде был завоёван на грунтовых кортах Афин, в паре с Хархёйсом он выиграл грунтовый Открытый чемпионат Германии, дважды играл в финале в ещё одном турнире высшей категории в Монте-Карло и побывал в полуфинале Открытого чемпионата Франции. Однако в одиночном разряде Открытый чемпионат Франции был для него исключительно неудачным — четыре поражения в первом круге и лишь один выигранный матч за пять лет. Сам Куверманс объясняет это тем, что корты Roland Garros, где тонкий слой земли насыпан поверх бетона — не классические грунтовые, в отличие от Рима или Монте-Карло, а ближе по скорости отскока к хардовым кортам. На быстрых покрытиях успехи Куверманса значительно скромней, чем на грунте — в частности, в своём родном Роттердаме на ковровом покрытии ABN AMRO World Tennis Tournament он каждый раз за четыре года участия выбывал из борьбы уже в первом круге.

## Положение в рейтинге в конце года
| Разряд    | 1987 | 1988 | 1989 | 1990 | 1991 | 1992 | 1993 |
| --------- | ---- | ---- | ---- | ---- | ---- | ---- | ---- |
| Одиночный | 524  | 139  | 63   | 48   | 71   | 139  | 412  |
| Парный    | 580  | 228  | 109  | 44   | 32   | 44   | 50   |

## Участие в финалах турниров АТР за карьеру
| Легенда                 |
| ----------------------- |
| Большой шлем            |
| Чемпионат мира ATP      |
| ATP Super Seven (3)     |
| ATP Championship Series |
| ATP World (14)          |
| Гран-при (1)            |

### Одиночный разряд (1-0)
| Результат | №  | Дата           | Турнир        | Покрытие | Соперник в финале | Счёт в финале |
| --------- | -- | -------------- | ------------- | -------- | ----------------- | ------------- |
| Победа    | 1. | 1 октября 1990 | Афины, Греция | Грунт    | Франко Давин      | 5-7, 6-4, 6-1 |

### Парный разряд (4-12-1)
| Результат | №   | Дата             | Турнир                                    | Покрытие | Партнёр           | Соперники в финале                 | Счёт в финале    |
| --------- | --- | ---------------- | ----------------------------------------- | -------- | ----------------- | ---------------------------------- | ---------------- |
| Ничья     | 1.  | 24 июля 1989     | Открытый чемпионат Нидерландов, Хилверсюм | Грунт    | Паул Хархёйс      | Томас Карбонель Диего Перес Бурин  | отменён (погода) |
| Поражение | 1.  | 5 марта 1990     | Касабланка, Марокко                       | Грунт    | Паул Хархёйс      | Тодд Вудбридж Саймон Юл            | 3-6, 1-6         |
| Поражение | 2.  | 23 июля 1990     | Открытый чемпионат Нидерландов            | Грунт    | Паул Хархёйс      | Серхио Касаль Эмилио Санчес        | 5-7, 5-7         |
| Поражение | 3.  | 22 октября 1990  | Сан-Паулу, Бразилия                       | Ковёр(i) | Луис Маттар       | Шелби Кэннон Альфонсо Мора         | 7-6, 3-6, 6-7    |
| Поражение | 4.  | 31 декабря 1990  | Аделаида, Австралия                       | Хард     | Паул Хархёйс      | Стефан Крюгер Уэйн Феррейра        | 4-6, 6-4, 4-6    |
| Победа    | 1.  | 1 апреля 1991    | Оэйраш, Португалия                        | Грунт    | Паул Хархёйс      | Том Нейссен Цирил Сук              | 6-3, 6-3         |
| Поражение | 5.  | 22 апреля 1991   | Монте-Карло, Монако                       | Грунт    | Паул Хархёйс      | Люк Дженсен Лори Уордер            | 7-5, 6-7, 4-6    |
| Победа    | 2.  | 30 сентября 1991 | Афины, Греция                             | Грунт    | Якко Элтинг       | Менно Остинг Олли Рахнасто         | 5-7, 7-6, 7-5    |
| Поражение | 6.  | 24 февраля 1992  | Роттердам, Нидерланды                     | Ковёр(i) | Паул Хархёйс      | Марк-Кевин Гёлльнер Давид Приносил | 2-6, 7-6, 6-7    |
| Поражение | 7.  | 15 июня 1992     | Генуя, Италия                             | Грунт    | Паул Хархёйс      | Грег ван Эмбург Шелби Кэннон       | 1-6, 1-6         |
| Победа    | 3.  | 20 июля 1992     | Открытый чемпионат Нидерландов            | Грунт    | Паул Хархёйс      | Мартен Ренстрём Микаэль Тильстрём  | 6-7, 6-1, 6-4    |
| Поражение | 8.  | 15 октября 1992  | Афины                                     | Грунт    | Марсело Филиппини | Томас Карбонель Франсиско Роиг     | 3-6, 4-6         |
| Поражение | 9.  | 12 октября 1992  | Тель-Авив, Израиль                        | Хард     | Тобиас Свантессон | Майк Бауэр Жуан Кунья э Силва      | 3-6, 4-6         |
| Поражение | 10. | 19 апреля 1993   | Монте-Карло (2)                           | Грунт    | Паул Хархёйс      | Петр Корда Стефан Эдберг           | 6-3, 2-6, 6-7    |
| Победа    | 4.  | 3 мая 1993       | Открытый чемпионат Германии, Гамбург      | Грунт    | Паул Хархёйс      | Патрик Гэлбрайт Грант Коннелл      | 6-4, 6-7, 7-6    |
| Поражение | 11. | 7 июня 1993      | Флоренция, Италия                         | Грунт    | Грег ван Эмбург   | Томас Карбонель Либор Пимек        | 6-7, 6-2, 1-6    |
| Поражение | 12. | 14 июня 1993     | Генуя (2)                                 | Грунт    | Грег ван Эмбург   | Серхио Касаль Эмилио Санчес        | 3-6, 6-7         |